# Straumsbotn (fjord i Berg)
Straumsbotn er en fjordarm af Bergsfjorden på øen Senja i Senja kommune i Troms og Finnmark fylke  i Norge. Fjorden har indløb gennem sundet Trongstraumen ved Straumsneset i nord og går 7,5 kilometer mod sydøst til Elvevollen inderst i fjorden.
Bygden Straumsbotn ligger på østsiden af fjorden. Længere mod syd, inde i fjorden, ligger gårdene Håverjorda og Løvdal. Før Skalandtunnelen, åbnede i 1987 var der færgeforbindelse fra Straumsnes  til kommunecentret Skaland, over Bergsfjorden. 
Fylkesvej 86 går langs hele østsiden af fjorden og over Trongsundet.